# Lette (Oelde)
Lette ist ein Ortsteil von Oelde mit 2403 Einwohnern, im Kreis Warendorf, Regierungsbezirk Münster. Es war jedoch bis vor 1970 eine selbständige Gemeinde im Amt Herzebrock, Kreis Wiedenbrück, Regierungsbezirk Detmold.
Amtierendes Golddorf auf Kreisebene 

## Geschichte
Die ersten Bauern siedelten sich in der Nähe der heutigen Letter Mühle an. Lette gehörte seit dem Mittelalter zur Herrschaft Rheda. 1807 kam die Gemeinde zum Großherzogtum Berg und gehörte dort zur Bürgermeisterei Clarholz im Kanton Rheda des Ruhrdepartements. Nach dem Ende der Franzosenzeit kam Lette zum Kreis Wiedenbrück in der preußischen Provinz Westfalen. Im Kreis Wiedenbrück gehörte die Gemeinde zum Amt Herzebrock.
Im Zuge der kommunalen Neugliederung wurde Lette mit dem Gesetz zur Neugliederung von Gemeinden des Landkreises Warendorf am 1. Januar 1970 nach Oelde im damaligen Kreis Beckum, heute Kreis Warendorf, eingemeindet. Vorausgegangen war eine Abstimmung der Letter Bürger, die sich mit 78,65 Prozent für den Anschluss an Oelde ausgesprochen hatten. Spätere Proteste gegen dieses Votum blieben ergebnislos.

## Wappen

Blasonierung: „In Grün ein rechtsschräger silberner (weißer) Schlagbaum.“ Das Wappen wurde am 17. November 1936 durch das preußische Staatsministerium verliehen. Der Schlagbaum bezieht sich auf die Herkunft des Wortes „Lette“ aus dem Altsächsischen und bedeutet „Zaun“. Die Farben sind die des Amtes Herzebrock, zu dem die Gemeinde gehörte.

## Sehenswürdigkeiten
siehe auch Liste der Baudenkmäler in Oelde
- Letter Mühle
- St.-Vitus-Kirche
- Heimathaus
- Von-Ketteler-Schule (ehemals Norbertschule Lette)

## Regelmäßige Veranstaltungen
- Kappenball des Männerchores Lyra Lette – Samstags, 2 Wochen vor Rosenmontag
- Mitte Juni – Vituskirmes, Sportwoche des VfB Germania Lette
- Jedes 2. Wochenende im September – Feuerwehrfest des Löschzugs Lette

## Ansässige Unternehmen
- Miele – Standort Oelde

## Persönlichkeiten
- Jodocus Donatus Hubertus Temme (* 22. Oktober 1798 in Lette; † 14. November 1881 in Zürich) war ein deutscher Politiker, Jurist und Schriftsteller